# 小澤三五郎
小澤 三五郎（おざわ さんごろう、生没年不詳）は、江戸時代末の囲碁棋士。江戸生まれ、本因坊秀和門下、六段。
初めの名は小澤金太郎。村瀬弥吉（本因坊秀甫）の弟弟子にあたり、2、3歳年下と見られる。安政から万延にかけて、秀和に二子、秀策に先、秀甫に先相先、他に高崎泰策との棋譜などが遺されている。秀策の後継者を弥吉と競ったと言われ、当時の「皇國碁家見立番附」では別大関村瀬秀甫、宮重策全に次ぎ、井上因碩（十三世）と共に大関の位置を占めている（五段）。秀甫とは、初二段は金太郎が先んじ、三段からは秀甫が抜いたとされる。嘉永7年（1854年）三段時から、四段秀甫が白番で2連勝、三五郎が先番と白番で連勝の棋譜があり、万延2年（1861年）には三五郎五段で、先から先相先に進めている。
中国九州を遊歴中に日向国延岡で急死と記録され、万延2年より後の記録は無い。棋風は秀甫に似て豪快で攻撃力が強い。
安政5年（1858年）12月5日、秀策との碁が傑作譜と呼ばれる。
黒1（11手目）、白2が、本因坊道策以来またこの頃打ち出された手法。黒9、11のツケギリで戦いの主導権を握り、黒19が好手で、以後この右下の白を攻めながら、各所で好手を見せて快勝した。237手まで採譜、9目勝。

## 注
1. ↑  高木祥一「夭逝した棋士たち 小澤三五郎」